# Cerro de la Muela

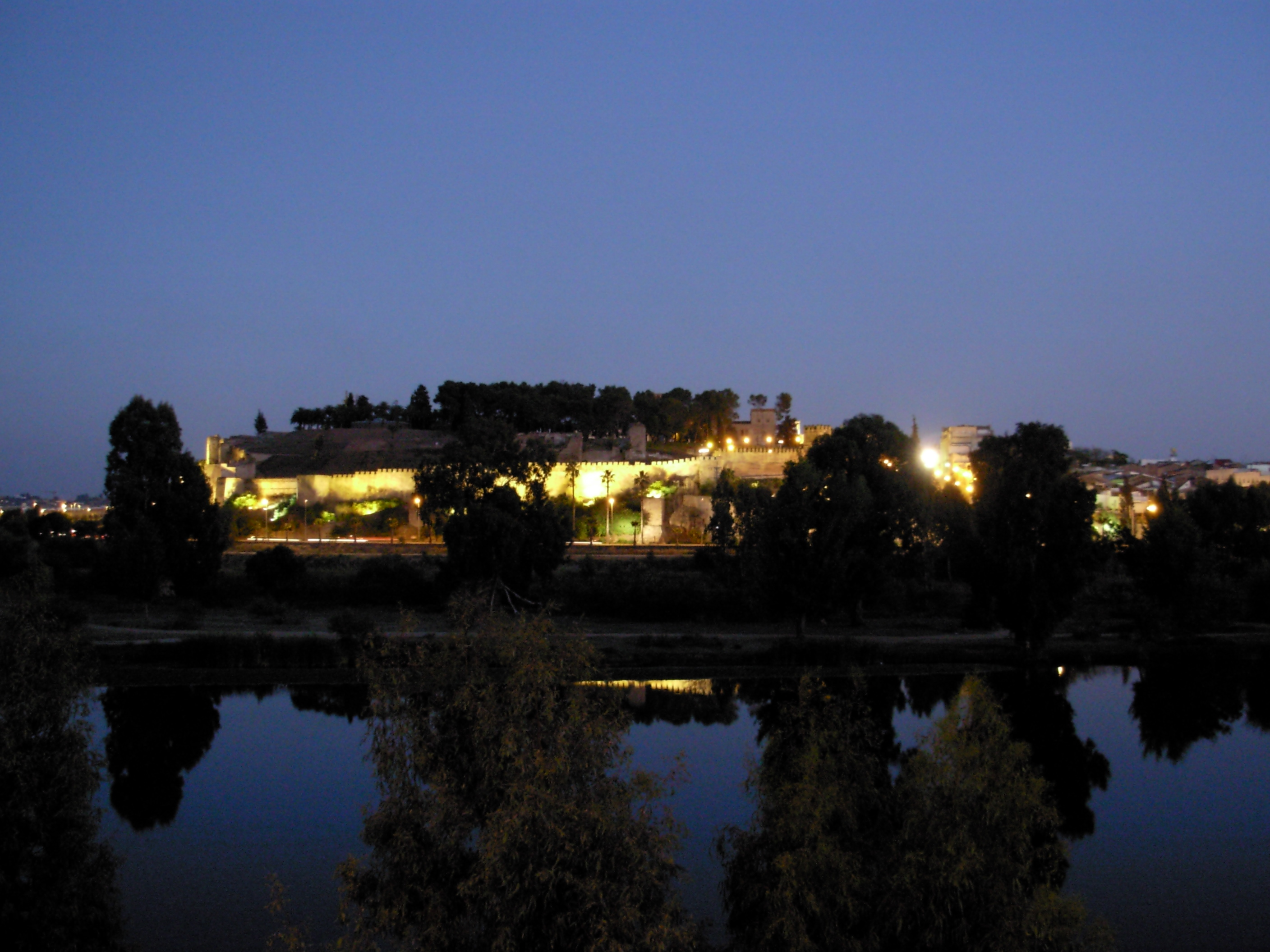
Alcazaba de Badajoz al anochecer, en el Cerro de la Muela (Badajoz).

Se denomina Cerro de la Muela al pequeño montículo localizado en el margen izquierdo del río Guadiana a su paso por la ciudad española de Badajoz. Esta colina, de características paleozoicas, se encuentra a unos 60 metros sobre el nivel del río y está en su mayor parte ocupada por la Alcazaba de Badajoz.
Conforme se va descendiendo la colina por su parte más nororiental y meridional, empieza a descender en altitud y es, en esta zona, donde se emplaza la ciudad de Badajoz. La parte más septentrional del cerro se encuentra entre el Guadiana y el arroyo Rivillas, siendo esta la zona más alta.
Al otro lado del río se encuentra otro montículo de características geológicas idénticas, pero que es de mayor altura y mucho más abrupto: el cerro de San Cristóbal, donde se encuentra una fortificación militar con el mismo nombre.
En el Cerro de la Muela afloraron conjuntos escultóricos y relieves así como en otros puntos de la ciudad. También aparecen restos constructivos de abundantes edificaciones lo que prueba la existencia de un núcleo poblacional importante.19 Una gran cantidad de frisos, capiteles, pilastras, antas, columnas, cimacios, etc. procedentes de estas edificaciones encontradas en Badajoz se encuentran depositadas en el Museo Arqueológico Provincial de Badajoz y de Mérida. 